# Baureihe E 41
Baureihe E 41 – lokomotywa elektryczna produkowana w latach 1956–1970 dla kolei zachodnioniemieckich. Wyprodukowano 451 lokomotyw. Elektrowozy zostały wyprodukowane do prowadzenia pociągów pasażerskich i towarowych na zelektryfikowanych liniach kolejowych. Pierwsze lokomotywa została wyprodukowana w czerwcu 1956 roku. Ostatni elektrowóz wyprodukowano w październiku 1970 roku. Elektrowozy dodatkowo prowadziły pasażerskie pociągi lokalne na liniach kolejowych we Frankonii. Lokomotywy malowano na kolor ciemnozielony oraz niebieski.
Niektóre elektrowozy pomalowane na kolor biały i pomarańczowy prowadziły pociągi podmiejskie w Norymberdze. Lokomotywy elektryczne są wycofane z eksploatacji i zostały zastąpione przez obecnie eksploatowane nowoczesne lokomotywy elektryczne. Jedna lokomotywa w niebieskim malowaniu jest zachowana jako czynny eksponat zabytkowy w Koblencji.